# Eleições autárquicas portuguesas de 1989 no distrito de Viana do Castelo
| Eleições autárquicas portuguesas de 1989 Distritos: Aveiro \| Beja \| Braga \| Bragança \| Castelo Branco \| Coimbra \| Évora \| Faro \| Guarda \| Leiria \| Lisboa \| Portalegre \| Porto \| Santarém \| Setúbal \| Viana do Castelo \| Vila Real \| Viseu \| Açores \| Madeira |

## Resultados por concelho
Os resultados nos concelhos do distrito de Viana do Castelo foram os seguintes:

### Arcos de Valdevez
| Partido                 | Partido                        | Votos  | %               | +/-     | Vereadores | +/-     |
| ----------------------- | ------------------------------ | ------ | --------------- | ------- | ---------- | ------- |
|                         | Partido Social Democrata       | 8 047  | 51,80 / 100,00  | Estável | 4 / 7      | 1       |
|                         | Partido Socialista             | 4 948  | 31,85 / 100,00  | 12,51   | 3 / 7      | 2       |
|                         | Centro Democrático Social      | 1 376  | 8,86 / 100,00   | 9,66    | 0 / 7      | 1       |
|                         | Coligação Democrática Unitária | 527    | 3,39 / 100,00   | 0,01    | 0 / 7      | Estável |
| Votos Inválidos         | Votos Inválidos                | 638    | 4,11 / 100,00   | 0,21    |            |         |
| Total                   | Total                          | 15 536 | 100,00 / 100,00 |         | 7 / 7      |         |
| Eleitorado/Participação | Eleitorado/Participação        | 25 049 | 62,02 / 100,00  | 0,27    |            |         |

### Caminha
| Partido                 | Partido                        | Votos  | %               | +/-   | Vereadores | +/-     |
| ----------------------- | ------------------------------ | ------ | --------------- | ----- | ---------- | ------- |
|                         | Partido Socialista             | 5 504  | 58,98 / 100,00  | 9,81  | 5 / 7      | 1       |
|                         | Partido Social Democrata       | 2 465  | 26,41 / 100,00  | 17,04 | 2 / 7      | 1       |
|                         | Coligação Democrática Unitária | 1 008  | 10,80 / 100,00  | 6,25  | 0 / 7      | Estável |
| Votos Inválidos         | Votos Inválidos                | 355    | 3,80 / 100,00   | 0,97  |            |         |
| Total                   | Total                          | 9 332  | 100,00 / 100,00 |       | 7 / 7      |         |
| Eleitorado/Participação | Eleitorado/Participação        | 13 523 | 69,01 / 100,00  | 4,54  |            |         |

### Melgaço
| Partido                 | Partido                        | Votos  | %               | +/-  | Vereadores | +/-     |
| ----------------------- | ------------------------------ | ------ | --------------- | ---- | ---------- | ------- |
|                         | Partido Socialista             | 3 859  | 65,64 / 100,00  | 3,57 | 5 / 7      | Estável |
|                         | Partido Social Democrata       | 1 315  | 22,37 / 100,00  | 2,33 | 2 / 7      | Estável |
|                         | Centro Democrático Social      | 389    | 6,62 / 100,00   | -    | 0 / 7      | -       |
|                         | Coligação Democrática Unitária | 88     | 1,50 / 100,00   | 0,62 | 0 / 7      | Estável |
| Votos Inválidos         | Votos Inválidos                | 228    | 3,87 / 100,00   | 0,09 |            |         |
| Total                   | Total                          | 5 879  | 100,00 / 100,00 |      | 7 / 7      |         |
| Eleitorado/Participação | Eleitorado/Participação        | 10 977 | 53,56 / 100,00  | 4,24 |            |         |

### Monção
| Partido                 | Partido                        | Votos  | %               | +/-   | Vereadores | +/-     |
| ----------------------- | ------------------------------ | ------ | --------------- | ----- | ---------- | ------- |
|                         | Partido Social Democrata       | 4 616  | 35,24 / 100,00  | 6,12  | 3 / 7      | 1       |
|                         | Partido Socialista             | 4 148  | 31,66 / 100,00  | 14,15 | 2 / 7      | 1       |
|                         | Centro Democrático Social      | 3 500  | 26,72 / 100,00  | 4,26  | 2 / 7      | Estável |
|                         | Coligação Democrática Unitária | 227    | 1,73 / 100,00   | 0,89  | 0 / 7      | Estável |
|                         | Partido Popular Monárquico     | 183    | 1,40 / 100,00   | 0,23  | 0 / 7      | Estável |
| Votos Inválidos         | Votos Inválidos                | 426    | 3,25 / 100,00   | 0,21  |            |         |
| Total                   | Total                          | 13 100 | 100,00 / 100,00 |       | 7 / 7      |         |
| Eleitorado/Participação | Eleitorado/Participação        | 19 906 | 65,81 / 100,00  | 2,12  |            |         |

### Paredes de Coura
| Partido                 | Partido                        | Votos | %               | +/-   | Vereadores | +/-     |
| ----------------------- | ------------------------------ | ----- | --------------- | ----- | ---------- | ------- |
|                         | Partido Socialista             | 3 006 | 50,86 / 100,00  | 3,72  | 3 / 5      | Estável |
|                         | Partido Social Democrata       | 2 253 | 38,12 / 100,00  | 11,84 | 2 / 5      | Estável |
|                         | Coligação Democrática Unitária | 253   | 4,28 / 100,00   | 4,81  | 0 / 5      | Estável |
|                         | Centro Democrático Social      | 219   | 3,71 / 100,00   | 1,06  | 0 / 5      | Estável |
| Votos Inválidos         | Votos Inválidos                | 179   | 3,03 / 100,00   | 0,30  |            |         |
| Total                   | Total                          | 5 910 | 100,00 / 100,00 |       | 5 / 5      |         |
| Eleitorado/Participação | Eleitorado/Participação        | 9 322 | 63,40 / 100,00  | 0,60  |            |         |

### Ponte da Barca
| Partido                 | Partido                        | Votos  | %               | +/-   | Vereadores | +/-     |
| ----------------------- | ------------------------------ | ------ | --------------- | ----- | ---------- | ------- |
|                         | Partido Socialista             | 4 078  | 49,76 / 100,00  | 33,00 | 4 / 7      | 3       |
|                         | Partido Social Democrata       | 3 376  | 41,20 / 100,00  | 8,07  | 3 / 7      | 1       |
|                         | Centro Democrático Social      | 409    | 4,99 / 100,00   | 21,49 | 0 / 7      | 2       |
|                         | Coligação Democrática Unitária | 120    | 1,46 / 100,00   | 0,13  | 0 / 7      | Estável |
| Votos Inválidos         | Votos Inválidos                | 212    | 2,59 / 100,00   | 0,50  |            |         |
| Total                   | Total                          | 8 195  | 100,00 / 100,00 |       | 7 / 7      |         |
| Eleitorado/Participação | Eleitorado/Participação        | 11 410 | 71,82 / 100,00  | 2,72  |            |         |

### Ponte de Lima
| Partido                 | Partido                        | Votos  | %               | +/-     | Vereadores | +/-     |
| ----------------------- | ------------------------------ | ------ | --------------- | ------- | ---------- | ------- |
|                         | Centro Democrático Social      | 11 853 | 46,00 / 100,00  | 3,43    | 4 / 7      | 1       |
|                         | Partido Social Democrata       | 10 232 | 39,71 / 100,00  | 3,90    | 3 / 7      | Estável |
|                         | Partido Socialista             | 2 096  | 8,13 / 100,00   | 2,69    | 0 / 7      | 1       |
|                         | Coligação Democrática Unitária | 796    | 3,09 / 100,00   | 1,30    | 0 / 7      | Estável |
| Votos Inválidos         | Votos Inválidos                | 789    | 3,06 / 100,00   | Estável |            |         |
| Total                   | Total                          | 25 766 | 100,00 / 100,00 |         | 7 / 7      |         |
| Eleitorado/Participação | Eleitorado/Participação        | 34 385 | 74,93 / 100,00  | 1,52    |            |         |

### Valença
| Partido                 | Partido                        | Votos  | %               | +/-   | Vereadores | +/-     |
| ----------------------- | ------------------------------ | ------ | --------------- | ----- | ---------- | ------- |
|                         | Partido Social Democrata       | 4 109  | 51,57 / 100,00  | 12,67 | 4 / 7      | 1       |
|                         | Centro Democrático Social      | 2 083  | 26,14 / 100,00  | 14,30 | 2 / 7      | 1       |
|                         | Partido Socialista             | 1 366  | 17,14 / 100,00  | 2,38  | 1 / 7      | Estável |
|                         | Coligação Democrática Unitária | 146    | 1,83 / 100,00   | 1,26  | 0 / 7      | Estável |
| Votos Inválidos         | Votos Inválidos                | 264    | 3,31 / 100,00   | 0,08  |            |         |
| Total                   | Total                          | 7 968  | 100,00 / 100,00 |       | 7 / 7      |         |
| Eleitorado/Participação | Eleitorado/Participação        | 11 497 | 69,31 / 100,00  | 4,24  |            |         |

### Viana do Castelo
| Partido                 | Partido                         | Votos  | %               | +/-   | Vereadores | +/-     |
| ----------------------- | ------------------------------- | ------ | --------------- | ----- | ---------- | ------- |
|                         | Partido Social Democrata        | 18 136 | 41,39 / 100,00  | 5,42  | 5 / 9      | 1       |
|                         | Partido Socialista              | 13 538 | 30,90 / 100,00  | 18,73 | 3 / 9      | 2       |
|                         | Coligação Democrática Unitária  | 5 306  | 12,11 / 100,00  | 4,56  | 1 / 9      | Estável |
|                         | Centro Democrático Social       | 3 198  | 7,30 / 100,00   | 5,15  | 0 / 9      | 1       |
|                         | Partido Renovador Democrático   | 1 534  | 3,50 / 100,00   | 14,30 | 0 / 9      | 2       |
|                         | Movimento Democrático Português | 474    | 1,08 / 100,00   | Novo  | 0 / 9      | Novo    |
| Votos Inválidos         | Votos Inválidos                 | 1 628  | 3,71 / 100,00   | 0,56  |            |         |
| Total                   | Total                           | 43 814 | 100,00 / 100,00 |       | 9 / 9      |         |
| Eleitorado/Participação | Eleitorado/Participação         | 66 322 | 66,06 / 100,00  | 1,99  |            |         |

### Vila Nova de Cerveira
| Partido                 | Partido                        | Votos | %               | +/-   | Vereadores | +/-     |
| ----------------------- | ------------------------------ | ----- | --------------- | ----- | ---------- | ------- |
|                         | Partido Socialista             | 2 871 | 51,97 / 100,00  | 23,65 | 3 / 5      | 2       |
|                         | Partido Social Democrata       | 2 157 | 39,05 / 100,00  | 23,06 | 2 / 5      | 2       |
|                         | Partido Renovador Democrático  | 193   | 3,49 / 100,00   | -     | 0 / 5      | -       |
|                         | Coligação Democrática Unitária | 111   | 2,01 / 100,00   | 2,67  | 0 / 5      | Estável |
| Votos Inválidos         | Votos Inválidos                | 192   | 3,48 / 100,00   | 1,40  |            |         |
| Total                   | Total                          | 5 524 | 100,00 / 100,00 |       | 5 / 5      |         |
| Eleitorado/Participação | Eleitorado/Participação        | 7 546 | 73,20 / 100,00  | 2,86  |            |         |